# Jan Pikous
Jan Pikous (9. března 1929 Hrejkovice – 3. července 2017 Liberec) byl český fotograf, který se vyznačoval mnohostrannou tvorbou od portrétů, krajin, aktů, zátiší až po abstrakci po více než půl století. Mimo jiné je autorem monumentálních fotografií pro Liberecké výstavní trhy, propagačních publikací, kalendářů, plakátů, pohlednic a obalů na gramofonové desky. Je autorem šesti knih s vlastními texty a fotografiemi. Známé jsou jeho fotografické montáže (sendviče několika negativů, resp. diapozitivů na sobě) a dvojnásobné expozice, i cestopisné snímky z toulek po jižních Čechách a Jizerských horách.

## Profesní kariéra
Studoval na obchodní škole ve Zlíně v letech 1946-47. Začal pracovat v propagačním oddělení firmy Baťa, v padesátých letech vystřídal několik zaměstnání v obchodní oblasti a v letech 1959-62 pak na obchodním úseku státního podniku Textilana v Liberci. Poté jako fotograf v národním podniku Plastimat Liberec. Od roku 1972 se vydal cestou svobodného povolání fotograf – výtvarník.

### Raná tvorba
Nejprve zkoušel psát a kreslit. Fotografovat začal koncem padesátých let. K fotografování jej přivedl jeho přítel Jindřich Švec, který jej také seznámil s fotografy Vilémem Boháčem a Františkem Dostálem. Oba byli profesionální fotografové s výtvarným přesahem a Pikouse zasvětili do tajů fotografie. V 60. letech mu byla uveřejněna první fotografie v novinách. Jeho počáteční umělecká tvorba byla ovlivněna abstraktními díly Evy Fukové, Emily Medkové, Jana Reichmana a zejména pak Čestmíra Krátkého. V letech 1962–1968 byl členem libereckého Studia výtvarné fotografie, které pořádalo samostatné výstavy.

### Pozdější a vrcholná tvorba
Ve své fotografické tvorbě se věnoval v sedmdesátých letech převážně zátiší, v osmdesátých letech pak barevným impresím. Z té doby pochází jeho sbírka subjektivních fotografií – abstrakcí struktur a přírodních motivů, inspirovaná profesorem Otto Steinertem a jeho školou subjektivní fotografie v Saarbrückenu. S fotografiemi ze sendvičů složených z diapozitivů pak sklízel úspěchy v devadesátých letech a na počátku 21. století v Japonsku.

### Technika
Pikous začínal s fotoaparátem Flexaret III na formátu 6x6, později fotografoval s přístroji Praktisix a Pentacon six, jakož i Mamiya Super 23 na formát 6x9. Pracoval se švýcarskou diapozitivní technikou Cibachrome.

### Potíže s režimem
Počátkem šedesátých let vystoupil, nebo spíše byl na vlastní žádost vyloučen z KSČ. Dubčekovi napsal otevřený dopis, kde označil politickou garnituru z padesátých let v souvislosti s umučením faráře Jana Toufara za fašisty. Fotografiemi se vyjadřoval k upálení Jana Palacha. Nepřišel k volbám do Národního shromáždění a komisi, která přišla za ním až domů s urnou, vyhodil. Tím si ovšem komunistický režim nijak nenaklonil. Dostal zákaz vystavovat až do pádu režimu v roce 1989. Živil se tedy jako fotograf kalendářů a pohlednic na tzv. volné noze. Z té doby pochází jeho soubor pohlednic se zátiším. 

### Mimořádně úspěšné výstavy v Japonsku
V roce 1992 objevila jeho fotografie na výstavě v Severočeském muzeu japonská kurátorka Hiroe Naito a uspořádala mu výstavu v Tokiu, která se pak opakovala každoročně celkem devětkrát i v jiných japonských městech.
O vystavování v Japonsku píše ve své knize Od pazderny do Tokia.

## Samostatné výstavy
Celkem 17 výstav v ČR, 9 v Japonsku.
- 1963 „Řeka“ Divadlo poezie a hudby v Liberci
- 1966 „Fotografické seriály“ Výstavní síň OKS, Liberec
- 1967 Severočeské muzeum Liberec
- 1967 Divadlo poezie a hudby, Ústí nad Labem
- 1968 „Fotografie“ Fotochema Praha
- 1968 Čítárna klubu pracujících, Milevsko
- 1968 Kabinet fotografie Jaromíra Funkeho, Dům pánů z Kunštátu, Brno
- 1969 „Subjektivní fotografie“ Severočeské muzeum Liberec
- 1973 Muzeum dělnického hnutí a Památník A. Staška a I. Olbrachta, Semily
- 1980 Výstavní síň OKS, Děčín
- 1980 Galerie Dílo ČFVU, Liberec
- 1984 Galerie Dílo ČFVU, Liberec
- 1988 Výstavní síň Homolka, Praha
- 1990 Severočeské muzeum Liberec
- 1991 Výstavní síň OKS, Jablonec nad Nisou
- 1992 Contax Photosalon, Tokio, Japonsko
- 1992 Fuji Photo Gallery, Nagoja, Japonsko
- 1993 „Subjektivní fotografie III“, Malá výstavní síň Liberec
- 1993 Junko Kamei artist, Kobe, Japonsko
- 1994 klášter Milevsko
- 1994 Ašiagawa Gallery, Ašiagawa, Japonsko
- 1995 Gallery Planet, Nagoja, Japonsko
- 1996 Galerie Milevsko
- 1996 Gallery Planet, Nagoja, Japonsko
- 1996 Muzeum Písek
- 1997 „Subjektivní fotografie“ Malá výstavní síň, Liberec
- 1998 Prácheňské muzeum, Písek
- 1999 Gallery Planet, Nagoja, Japonsko
- 2003 Gallery Art-Garden, Akajama City, Japonsko
- 2004 Gallery Shitnada, Kobe, Japonsko
- 2007 „Retrospektiva“, Malá výstavní síň, Liberec
- 2016 Domov, fotografírování v jižních Čechách, Galerie M, Milevsko

… a četné společné výstavy v letech 1963–2014 

### Zastoupení ve sbírkách
- Uměleckoprůmyslové museum v Praze
- Moravská galerie v Brně
- Muzeum fotografie a moderních obrazových médií Jindřichův Hradec
- Severočeské muzeum v Liberci
- Muzeum umění Olomouc

a v soukromých sbírkách